# Baci e abbracci
Pour plus de détails, voir Fiche technique et Distribution.
Baci e abbracci est un film italien réalisé par Paolo Virzì et sorti en 1999

## Synopsis
Le film Baci e abbracci réunit trois tranches de vie, toutes différentes les unes des autres. Mario mène une existence des plus désespérées: propriétaire d'un restaurant qui n'a plus de clients, tributaire d'un mariage qui finit en queue de poisson, oppressé par la solitude de son prochain Noël, il a décidé d'en finir une fois pour toutes. De leur côté, Renato, Luciano et Tatiana, trois ouvriers au chômage à Livourne, mettent sur pied un élevage d'autruches. Mais, les trois compères se trouvent vite confrontés aux exigences de leurs créanciers. Enfin, un groupe musical composé de jeunes vagabonds, « Amaranto Posse », s'installe dans une écurie en ruine pour répéter ses dernières compositions. Ils sont heureux, jeunes et inconscients. Baci e Abbracci a le goût d'une ambiance de Noël. Alors qu'au-dehors règne le gel de l'hiver, la misère et la solitude, les destinées de tous ces personnages se croisent dans une maison de campagne. Cette fête un peu spéciale est animée de joie malheureuse, d'espoirs déplacés, de rêves non aboutis, de chansons et de danses. 
Comme pour sa précédente comédie, Ovosodo (1997), Paolo Virzì tourne ici avec une majorité d'acteurs non-professionnels. Ce casting reflète la volonté du réalisateur de coller son regard au plus près de la réalité sociale. Si Paolo Virzì aime raconter les histoires des petites gens, il ne s'arrête pas sur le tragique de la situation de ses personnages, plongés dans la crise économique. Il aime les récits populaires, car ils sont pleins de vitalité et d'humour. Son quatrième long métrage évoque ainsi toute l'ambiguïté des existences ordinaires: entre misère et poésie. 
Partie prenante de la comédie italienne, Baci e Abbracci nous dépeint une fresque sociale des plus humaines, composée de drames, de rires, d'espoir et de magie.

## Distribution
- Francesco Paolantoni : Mario
- Massimo Gambacciani : Renato Bacci
- Piero Gremigni : Luciano Cecconi
- Samuele Marzi : Matteo
- Paola Tiziana Cruciani : Tatiana Falorni
- Daniela Morozzi : Ivana
- Isabella Cecchi : Annalisa
- Emanuele Barresi : Ennio
- Rosanna Mazzi : Stefania
- Emiliano Cappello : Gabriele
- Maria Grazia Taddei : Bruna
- Martino Cecconi : Nelusco
- Sara Mannucci : Margherita
- Edoardo Gabbriellini : Alessio
- Carlo Virzì : Stefanino (membre de Amaranto Posse)
- Toto Barbato : Poncino (membre de Amaranto Posse)
- Valerio Fantozzi : Chico (membre de Amaranto Posse)
- Gianluca Ferrara : Barsimpson (membre de Amaranto Posse)
- Matteo Pastorelli : Gigiballa (membre de Amaranto Posse)
- Massimo Gemini : Vustok (membre de Amaranto Posse)
- Giorgio Algranti : Mario
- Max Galligani :